# Edward Ullendorff
Edward Ullendorff (né le 25 janvier 1920 et mort le 6 mars 2011) est un philologue orientaliste britannique, spécialiste de langues sémitiques et des langues et civilisations éthiopiennes, professeur à la School of Oriental and African Studies (SOAS), collège de l'université de Londres, et membre de la British Academy.

## Biographie
Ullendorff naît à Berlin et y grandit dans une famille juive séculière de la grande bourgeoisie. Contrairement à ses parents, il est fasciné par la liturgie juive et apprend lui-même l'hébreu. Après son Abitur (baccalauréat) au Gymnasium zum Grauen Kloster, lycée de lettres classiques, il émigre en Palestine en 1938. Il y étudie la philologie sémitique à l'Université hébraïque de Jérusalem, où Hans Jakob Polotsky est son principal maître, et obtient son diplôme de master en 1941. 
Grâce à ses connaissances linguistiques, il sert pendant la Seconde Guerre mondiale dans l'administration militaire britannique en Érythrée. À partir de 1948, il poursuit sa carrière académique au Royaume-Uni. Il obtient son doctorat à l'Université d'Oxford en 1951 avec une thèse comparative sur les langues éthiosémitiques. À partir de 1950, il enseigne en tant que maître de conférences à l'université de St Andrews. 
En 1959, il devient professeur de langues et littératures sémitiques à l'université de Manchester. En 1964, la School of Oriental and African Studies (SOAS) de l'université de Londres nomme Ullendorff à une chaire d'études éthiopiennes spécialement créée pour lui. En 1979, il prend la chaire de langes sémitiques de la même université, qu'il occupera jusqu'à sa retraite en 1982. 
En 1965, Ullendorff est élu membre de la British Academy (FBA) et, en 1998, membre étranger de l'Académie des Lyncéens. Depuis 2012, la British Academy décerne chaque année la médaille Edward Ullendorff en tant que distinction scientifique dans le domaine des langues sémitiques et des études éthiopiennes.